# Bacchus (cépage)
Pour les articles homonymes, voir Bacchus (homonymie).
Le bacchus est un cépage de raisins blancs.

## Origine et répartition géographique
Le bacchus est une obtention de l’année 1933 de Peter Morio et Bernhard Husfeld en croisant (sylvaner x riesling) x müller-thurgau dans les installations du Institut für Rebenzüchtung Geilweilerhof à Siebeldingen (Palatinat) en Allemagne. Le cépage fait partie de la liste des classements de cépages pour la production de vin suivant l’Article 20 du règlement (CE) no 1227/200.
La superficie plantée en Allemagne est de 2 756 hectares (2004).
En Belgique, il est autorisé pour les AOCs flamandes Hageland et Haspengouw.
Le vin blanc est frais et fruité bien qu’il lui manque de l'acidité.

## Synonymes
Le bacchus est connu sous les noms de dyonysos et Geilweilerhof 33-29-133.